# آلترینکهام
latitudeآلترینکهامlongitudeآلترینکهام
آلترینکهام (به انگلیسی: Altrincham) یک شهر بازاری و شهرک در بریتانیا است که در منچستر بزرگ واقع شده‌است.

## خصوصیات
آلترینکهام ۴۰٬۶۹۵ نفر جمعیت دارد.